# Landtagswahl in Nordrhein-Westfalen 1975
- SPD: 91
- FDP: 14
- CDU: 95

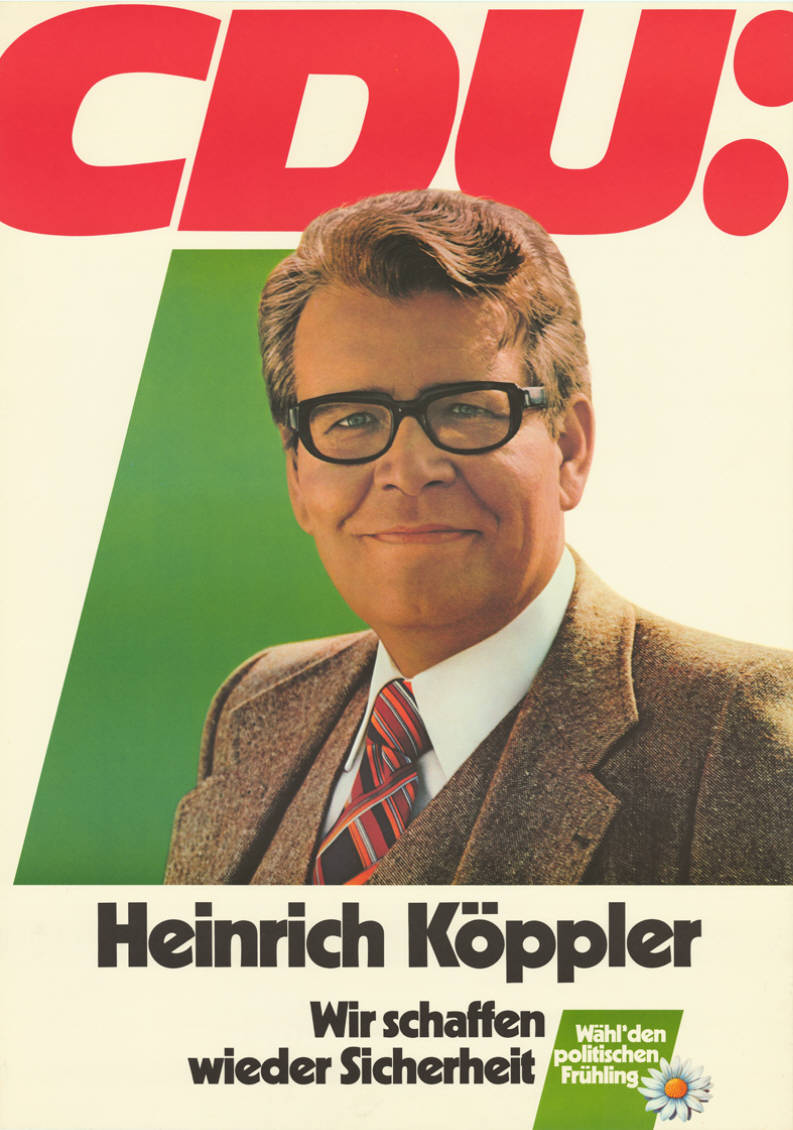
Wahlplakat der CDU mit Spitzenkandidat Köppler

Die Wahl zum Landtag der 8. Wahlperiode von Nordrhein-Westfalen fand am 4. Mai 1975 statt. Gleichzeitig fanden erstmals seit dem weitgehenden Abschluss der Gebietsreform in Nordrhein-Westfalen Kommunalwahlen statt. Die Wahlkreiseinteilung für die Landtagswahl war jedoch in den meisten Regionen noch nicht an die neuen Verwaltungsgrenzen angepasst worden, so dass sehr viele Wahlkreisgrenzen die Grenzen von Gemeinden und Kreisen durchschnitten.
Spitzenkandidat der CDU war, wie schon 1970, Heinrich Köppler. Für die SPD trat Ministerpräsident Heinz Kühn erneut an. Neuer Spitzenkandidat der FDP war Wirtschaftsminister Horst Ludwig Riemer, der langjährige FDP-Landesvorsitzende und Innenminister Willi Weyer zog sich aus der Landespolitik zurück. Große landespolitische Streitthemen fehlten im Wahlkampf. Nachdem die Union bei den Landtagswahlen im Jahr 1974 in Niedersachsen, Bayern und Hessen deutliche Gewinne erzielt hatte und die CDU in Nordrhein-Westfalen bereits bei der Landtagswahl 1970 die SPD wieder überflügelt hatte, erschien es lange fraglich, dass die SPD/FDP-Koalition ihre Mehrheit würde verteidigen können. Kurz vor der Wahl stiegen die Umfragewerte für die sozialliberale Koalition wegen sich verbessernder wirtschaftlicher Lage aber wieder.
Die Wahlbeteiligung war mit 86,1 % außerordentlich hoch, der höchste jemals bei einer nordrhein-westfälischen Landtagswahl erreichte Wert. Die CDU konnte ihren Stimmenanteil gegenüber 1970 etwas steigern und erreichte mit 47,1 % ihr bis heute zweitbestes Landtagswahlergebnis, verfehlte aber mit 95 der 200 Sitze eindeutig ihr Ziel, die sozialliberale Koalition abzulösen. Diese erreichte bei leichten Verlusten der SPD und Gewinnen der FDP eine Mehrheit von 10 Sitzen.
- Wahlberechtigte: 12.035.289
- Wähler: 10.358.108
- Wahlbeteiligung: 86,06 %
- Gültige Stimmen: 10.262.205

| Partei | Stimmen absolut | Anteil in % | Wahl- kreisbe- werber | Direkt- man- date | Sitze |
| --- | --------------- | ----------- | --------------------- | ----------------- | ----- |
| CDU | 4.828.554       | 47,05       | 150                   | 76[1]             | 95    |
| SPD | 4.630.995       | 45,13       | 150                   | 74                | 91    |
| FDP | 689.623         | 6,72        | 150                   |                   | 14    |
| DKP | 54.777          | 0,53        | 148                   |                   |       |
| NPD | 36.281          | 0,35        | 149                   |                   |       |
| Zentrum | 10.487          | 0,10        | 58                    |                   |       |
| KPD | 7.711           | 0,08        | 52                    |                   |       |
| KPD/ML | 1.731           | 0,02        | 19                    |                   |       |
| UAP | 648             | 0,01        | 13                    |                   |       |
| EAP | 311             | 0,00        | 14                    |                   |       |
| Einzelbewerber | 1.087           | 0,01        | 7                     |                   |       |
| Total | 10.262.205      |             | 910                   | 150               | 200   |
| [1]Im Wahlkreis 59 (Wuppertal IV) waren SPD und CDU stimmen- gleich. Der CDU-Bewerber Manfred Sanden siegte durch das Los. |                 |             |                       |                   |       |

Heinz Kühn wurde am 4. Juni mit 105 Stimmen wieder zum Ministerpräsidenten gewählt, Heinrich Köppler erhielt 94 Stimmen, ein CDU-Abgeordneter war abwesend. Am gleichen Tag wurde das neue Kabinett vereidigt. Nach dem Rücktritt Kühns wurde am 20. September 1978 Johannes Rau zum neuen Ministerpräsidenten gewählt. Kurz vor dem Rücktritt Kühns erlitt die Landesregierung 1978 zwei Rückschläge: Finanzminister Friedrich Halstenberg trat wegen einer Affäre um Korruptionsvorwürfe gegen den Chef der WestLB, Ludwig Poullain zurück. Ein von der CDU unterstütztes Volksbegehren gegen die vom Landtag beschlossene Einführung der Kooperativen Schule wurde von 29,8 % der Stimmberechtigten unterstützt (20 % waren damals erforderlich für ein erfolgreiches Volksbegehren). Der Landtag machte daraufhin die Einführung der Kooperativen Schule rückgängig und vermied so einen Volksentscheid.